# 死刑案陪審團
死刑案陪審團（英語：Death-qualified jury）是指在美國可以判處死刑的刑事案件中的陪審團。上述的陪審團，其陪審員須具備下列資格：
1. 不斷然反對判處死刑。
2. 不認定所有的蓄意謀殺罪都應被判處死刑，亦即是會考慮終身監禁作為一個可能的處罰。

建立這種陪審團時，在「預先審查」期間，為了產生一個「公平公正」，考慮所有選項，包括死刑和終身監禁的陪審團，因此表達自己反對死刑，而無法或不願意拋開個人道德或情緒，以支持死刑判決的陪審員需要被排除。
表示自己反對死刑，不會被自動取消陪審員資格。一方當事人可以嘗試以詢問復職該陪審員，例如儘管有個人的信念，他是否還是會考慮死刑判決等。一個過分支持死刑，而因此可能會被排除的陪審員，也可以因為他申明自己願意坦率考慮終身監禁，而被復職。
根據美國最高法院在「威瑟斯彭訴伊利諾州案」，391 U.S. 510（1968），和「駱克訴麥克里案（Lockhart v. McCree，476 U.S. 162，1986）」的判決，死刑案陪審團的使用被認為是符合美國憲法的，特別是其中的第六修正案，雖然兩個判決中，都沒有強制規定死刑案陪審團必須不包含斷然不願意執行死刑判決的陪審員。基於「威瑟斯彭」一案決定了威瑟斯彭的死刑案陪審團的選任程序，在美國，這口語上也可以稱為「威瑟斯彭陪審團（Witherspooning a jury）」。
死刑信息中心在2007年6月9日的一份民調顯示，57%的美國人相信他們在死刑案件中，將有資格成為陪審員。

## 偏見
一些研究已經發現，死刑案陪審團較少是由女性和少數族群所組成。死刑案陪審團常有類似的效應，即基於種族和性別排除陪審員，而因此被批評，這種排除，在1986年的貝特森訴肯塔基州案中，被判違反第十四修正案中的平等保護條款。
在「駱克」一案中的經驗證據還顯示死刑案陪審團，比其他陪審員更容易將被告定罪。意即，死刑案陪審員比非死刑案陪審員在評估相同的一個事實時，更有可能投票支持定罪。有論點認為，這是由於死刑案陪審團中，傾向將任何類型的案件，包括不考慮死刑的案件，都呈送有罪判決的人數過多的緣故。